# Garu-Tempane
Le district de Garu-Tempane  (officiellement Garu-Tempane District, en Anglais) est l’un des 9 districts de la Région du Haut Ghana oriental au Ghana.

## Villes et villages du district
| - Garu |

## Sources
- GhanaDistricts.com